# Stampit
Stampit (Eigenschreibweise: STAMPIT) war eine von September 2001 bis September 2011 am Markt befindliche Frankiersoftware der Deutschen Post AG. Mit dieser konnte (hauptsächlich auf PCs mit dem Betriebssystem Microsoft-Windows) ein Frankiervermerk für Postsendungen über Internet erzeugt und über einem handelsüblichen Tintenstrahl- oder Laserdrucker ausgedruckt werden.
Der Frankiervermerk bestand dabei aus einem 32×32-DataMatrix-Code (2-D-Strichcode). Dieser enthielt Daten zum Produkt, zum Portokonto (sog. Seriennummer für jeden registrierten Nutzer), Elemente der Empfängeradresse (ersten 3 und letzten 3 Stellen der Anschrift sowie die Postleitzahl) sowie eine eindeutige laufende Nummer. Diese Informationen wurden zur Verhinderung von Kopien verwendet.
Das System bestand aus dem Postage Point, der die Portokonten verwaltet, aus einem Stampit-Server, der die Applikationsschnittstellen bediente, und aus der Stampit-Clientsoftware, die bei den Kunden installiert war. Die Schnittstellen des Systems konnten andere Softwareanbieter nach Unterschrift eines Non-Disclosure Agreements bei der Deutschen Post beziehen. Die Integration der PC-Frankiersoftware Stampit in Branchenlösungen war seit September 2010 nicht mehr möglich.

## Versionen
Stampit Home und Stampit Business wurden seit 2011 nicht mehr angeboten und gekaufte Lizenzen verloren am 30. September 2011 ihre Gültigkeit.
Nachfolgeprodukte:
- E-Porto Add-In kostenloses Plugin für Office 2003–2010 und XP/Vista/7 (Stand Dezember 2010)
- Internetmarke

Alte Versionen
- Stampit Home als Software für den privaten Nutzer und kleinere Firmen, Selbständige, Freiberufler zum Preis von 9,50 € (wurde den Anwendern zum 30. September 2011 gekündigt)
- Stampit Business als Software für kleine und mittelständische Firmen zum Preis von 83,50 € (wurde den Anwendern zum 30. September 2011 gekündigt)
- Stampit Web als reine browserbasierte Online-Version, die nach Registrierung kostenlos zur Verfügung gestellt wurde (wurde am 31. Dezember 2009 abgeschaltet und durch Internetmarke ersetzt)

## Nutzung

Stampit-Frankiervermerk mit Adress- und Absenderangabe sowie Seriennummer, Portobetrag, Datum und DataMatrix

Nach Installation der Software am PC musste der Kunde sich zuerst anmelden und erhielt eine individuelle Portokasse. Das Porto wurde über die Stampit-Software gekauft und als Guthaben in einer besonders gesicherten Portokasse (Portokonto) im Internet hinterlegt. Das geladene Porto wurde per Lastschrift bezahlt. Beim Erstellen der Frankierungen wurden Informationen zur Sendung, z. B. Teile der Adresse und die Höhe des entrichteten Portos, in einen maschinenlesbaren DataMatrix-Code umgewandelt. Bei einem gültigen „Portodruck“ wurde dann der Wert der einzelnen „Briefmarke“ vom Guthaben in der Portokasse abgezogen – war das Guthaben aufgebraucht, musste die Portokasse neu geladen werden.
Individuelle Gestaltungsmöglichkeiten bestanden nur bei „Stampit Business“ in Form von eigenem Logo und Werbetext.
Bei der Frankiersoftware „Stampit Home“ und „Stampit Business“ konnten Adressen aus verschiedenen Anwendungen, wie z. B. Microsoft Excel bzw. Access,  übernommen werden, außerdem gab es ein Office-PlugIn für den Ausdruck des Frankiervermerks. Dadurch konnten Frankierungen u. a. auch direkt in Anwendungen wie Microsoft Word oder StarOffice Writer eingefügt und als Dokumente in einem Schritt adressiert und frankiert werden. Stampit eignete sich sehr gut zur Frankierung von Briefen und Paketmarken in Serie. Es konnte z. B. auch über die Seriendruckfunktion in den Office-Lösungen mit Stampit genutzt werden.
Stampit Web wurde in Zusammenarbeit mit Adobe Systems entwickelt und in einer ersten Basisfunktion in die Auktions-Plattform eBay integriert.  Einige Zeit später kam „Stampit Web für alle“ auf den Markt, bei diesem Produkt wurden alle Vorgänge im Webbrowser durchgeführt. Zur Nutzung von „Stampit Web“ waren die Adobe-Reader-Software und ein definierter Webbrowser erforderlich.
Mit Stampit konnten alle gängigen Brief- und Paketprodukte frankiert werden. Für den Druck konnte weißes Normalpapier benutzt werden, auch der direkte Druck auf Briefumschläge aller üblichen Formate war möglich. Weiterhin wurden bedruckbare Klebeetiketten vieler Hersteller unterstützt.
Frankierungen ohne Empfängeradresse konnten nicht erstellt werden (da Elemente der Empfängeradresse im Matrixcode enthalten waren), jedoch konnte auf die Angabe des Absenders verzichtet werden. Außerdem war beim Erstellen der Frankierung immer ein „Absendedatum“ einzustellen, an dem die Sendung einzuliefern war. Das Absendedatum konnte über einen Zeitraum von 30 Tagen in die Zukunft frei gewählt werden, musste aber bei der Einlieferung in etwa beachtet werden.
Stampit eignete sich sehr gut, um Waren- und Büchersendungen in durchsichtiger Plastikfolie (passend verschweißt) zu verschicken, weil der Frankiervermerk durch die Folie gescannt werden konnte. Dadurch konnte die Verpackungsgröße passend zur Sendung variiert werden.
Eine Freimachung von Päckchen und Paketen ist auch mit der DHL-Online-Frankierung möglich, für die im Gegensatz zu Stampit keine Registrierung erforderlich ist.
Zum 30. September 2011 kündigte die Deutsche Post alle Lizenzen von Stampit Home und Stampit Business, die seitdem nicht mehr zur Verfügung stehen. Als Alternativen werden die kostenlose und softwareunabhängige „Internetmarke“ sowie das Add-In „E-Porto“ für Microsoft Office angeboten. Am 7. Oktober 2011 wurde der Dienst endgültig eingestellt, seitdem ist eine Frankierung mit Hilfe der Software nicht mehr möglich.

## Kritik
Kritiker bemängelten die hohe Abhängigkeit der Anwender von den Angeboten der Post, insbesondere durch die nur mit einem Internetzugang erreichbare Portokasse.
Ein weiterer Gegenstand der Kritik waren fehlerhafte Frankierungen. Wurde ein Frankiervermerk ausgedruckt, sollte aber nicht verwendet werden (z. B. weil die Adresse falsch war), so konnte dieser zusammen mit einem Formular zur Rückerstattung eingereicht werden. Der Frankiervermerk wurde dem Portokonto dann gutgeschrieben, wenn die Sendung nicht befördert wurde. Kam es zu Störungen beim Druckvorgang (Papierstau, Druckkopf defekt usw.), so musste sich der Nutzer von Stampit Web an den Kundendienst wenden. Die Versionen Stampit Home (ab v3.2) und Stampit Business ließen eine Online-Porto-Rückerstattung zu, egal ob erfolgreich ausgedruckt wurde oder nicht; die Erstattung war nur am gleichen Tag möglich.
Von Nutzern wurde auch die unvollständige Portopalette bemängelt: Beispielsweise war bei manchen Portotarifen keine Kombination mit Zusatzleistungen möglich (z. B. Paketmarke) oder spezielle Produkte ließen sich nicht centgenau frankieren (bspw. Postident Special), da keine freie Auswahlmöglichkeit des Portos vorhanden war.

## Unterstützung der Packstation und der Paketbox
Mit Stampit freigemachte Pakete konnten an einer DHL-Packstation eingeliefert oder an einer Paketbox eingeworfen werden.
Durch Stampit frankierte Päckchen besaßen einen 2-D-Barcode, den die Packstation nicht lesen konnte, in die Paketbox konnten diese Päckchen jedoch eingeworfen werden.

## Geschichte
Stampit Web war eine frühere (anfangs kostenlose) Version von Stampit und konnte zunächst nur in Verbindung mit dem Webbrowser Internet Explorer der Firma Microsoft benutzt werden. Ab Juni 2006 wurden ausgewählte Versionen des Microsoft Internet Explorer oder des Firefox-Webbrowsers der Mozilla Foundation unterstützt. Weitere Voraussetzungen waren die Installation ausgewählter Adobe-Reader- bzw. Microsoft-Windows- oder Mac OS X-Betriebssystem-Versionen. Bei Verwendung von alternativen Webbrowsern, PDF-Betrachtern oder Betriebssystemen war Stampit Web nicht nutzbar.